# Lamprospora polytrichi
Lamprospora polytrichi är en svampart som först beskrevs av Heinrich Christian Friedrich Schumacher, och fick sitt nu gällande namn av Le Gal 1940. Lamprospora polytrichi ingår i släktet Lamprospora och familjen Pyronemataceae.   Inga underarter finns listade i Catalogue of Life.